# Wujing (sockenhuvudort i Kina, Yunnan Sheng, lat 27,70, long 99,54)
Wujing (kinesiska: 五境) är en sockenhuvudort i Kina. Den ligger i provinsen Yunnan, i den sydvästra delen av landet, omkring 430 kilometer nordväst om provinshuvudstaden Kunming. Antalet invånare är 4 187. Befolkningen består av 2 000 kvinnor och 2 187 män. Barn under 15 år utgör 20,0 %, vuxna 15-64 år 70 %, och äldre över 65 år 8,0 %.
Runt Wujing är det glesbefolkat, med 20 invånare per kvadratkilometer. Det finns inga andra samhällen i närheten. I omgivningarna runt Wujing växer i huvudsak blandskog.
Genomsnittlig årsnederbörd är 791 millimeter. Den regnigaste månaden är juli, med i genomsnitt 247 mm nederbörd, och den torraste är november, med 1 mm nederbörd.